# Charlotte Rae
Charlotte Rae Lubotsky (Milwaukee, 22 de abril de 1926 – Los Angeles, 5 de agosto de 2018) foi uma atriz e cantora estadunidense conhecida por sua representação como Edna Garrett nos sitcoms Diff'rent Strokes e The Facts of Life, no qual ela aparece entre 1979 e 1986. Em Diff'rent Strokes  (Arnold) ela fez o papel de Senhora Garrett, empregada da família Drummond.
Nascida em Milwaukee (Wisconsin), Rae iniciou mas não concluiu seus estudos na Northwestern University em Evanston (Illinois).
Ela se casou com o compositor John Strauss, com o qual teve dois filhos, e divorciou-se em 1976.
Morreu em sua casa, em Los Angeles, no dia 5 de agosto de 2018, aos 92 anos, de câncer ósseo e pancreático.